# Puskás Tivadar (mérnök)

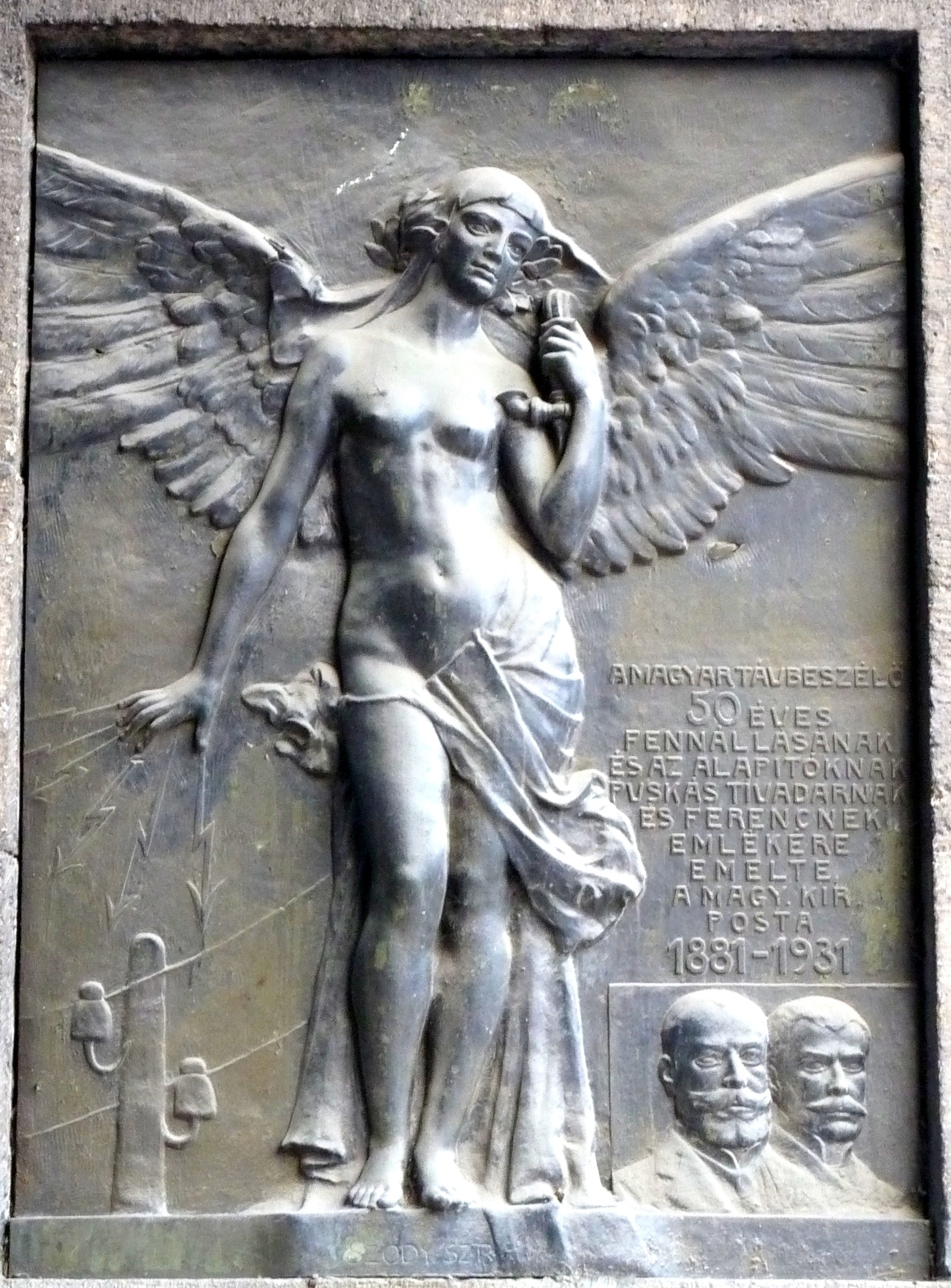
Puskás Tivadar és Ferenc emléktáblája a hajdani „József” telefonközpont épületén

Ditrói Puskás Tivadar (Pest, 1844. szeptember 17. – Budapest, 1893. március 16.) mérnök, a telefonhírmondó feltalálója, Puskás Ferenc hadmérnök bátyja. A világ első tömegkommunikációs rendszerének, a telefonhírmondónak a feltalálója. A szócikk ezen változata a "Puskás Tivadar, legendák nélkül" (ISBN 978-615-02-1924-0) könyv alapján készült.

## Élete
Apai nagyapja (Györkefalva 1781.03.15 – Felsőbánya 1856.12.28),  Felsőbánya választott polgármestere, majd Szatmár megyének volt előbb szenátora, később pallos-joggal rendelkező főbírója, tucatnyi aranybánya résztulajdonosa, dúsgazdag ember. Tivadar apai nagyanyja Urbaniczky Alojzia (1791-1829) volt. A főbíró a második házassága kapcsán a már felnőtt fiait az örökségük kézbe adása mellett eltanácsolta a szülői házból. Tivadar édesapja ditrói Puskás Ferenc Károly (1812–1866) az örökségével nagykereskedésbe kezdett, az árút gőzhajóval szállította Pestre és Bécsbe, majd részt vett az 1848-as szabadságharcban. 1849.05.02-án őrnagyi rangban a szabadkai telep parancsnokának nevezte ki a IV. hadmegyei parancsnokság.  Ferenc Károly az 1848-as szabadságharc során elvesztette a vagyonát, a császári bosszú elől Oravicabányára menekült, és újból kezdte az életét, továbbra is kereskedett, de már belekóstolt az iparba és földeket is vásárolt. Tivadar édesanyja Agricola Mária (1824-1866). A szülők házassága 1844.02.02-án volt Linzben. Tivadar a szülei frigyéből első gyermekeként jött a világra. 1857-1858 és 1858-1859 tanévekben a bécsi Theresianumba  hallgatója, a 4 évvel fiatalabb Ferenc öccse csak 1858-59-ben járt oda. Tivadar az 1859-62 tanévekben feltételezhetően, az 1862-63 tanévben bizonyíthatóan a Budai Királyi Egyetemi Főgimnázium tanulója. Az 1863-as évi ELTE Almanach szerint jogot hallgat, majd a család ismét Bécsbe költözött, így 1864-ban a Bécsi Egyetem jogi fakultásán folytatta tanulmányait. A második félévre (1865) már nem iratkozott be.
Édesapja ipari (Patens kocsikenőcs) és nagykereskedelmi vállalkozását a Bécs-Báziás vasútvonal ellehetetlenítette, 1864.03.25-i Wiener Zeitung tájékoztatja olvasóit, hogy Puskás Ferenc földbirtokos a Hotel Schröderben, Leopoldstadtban (Bécs 2. kerülete) lakik. Az 1865.05.12-i Wiener Zeitung, „Értékpapír amortizáció” cikkében értesíti az olvasókat, hogy Puskás Ferenc váltóit leértékelték. Ferenc Károly mindvégig Bécs belvárosában lakott, majd a kereskedelmi vállalkozása felszámolása után hazament Felsőbányára meghalni, ami december 12-én be is következett. Síremléke ott található.
Agricola Mária bő öt hónappal élte túl a férjét (1866.06.02). Tivadar nem volt jelen egyik szülője temetésén sem, mert a császári hadsereg, „Infanterie-Regiment König der Niederland Nr. 63” katonája volt. Az 1867.06.24-i Custozzai csata után „eltűnt” a katonai hatóságok szeme elől. 1868.05.30-án Antwerpenből  Angliába , Londonba utazott a Dolphin nevű teherhajóval.
Az 1867-es osztrák-magyar kiegyezést követően megkezdődött a vasútépítés Erdély területén. A Magyar Keleti Vasút nyomvonalának első szakasza – Nagyvárad-Kolozsvár – állami beruházásban készült el, majd ezt követően átcsoportosították más célra az erre szánt pénzt. Emiatt a további pályaszakaszokra pályázatot írtak ki, úgynevezett kamattámogatási rendszerben. Ez azt jelentette, hogy a kivitelező vegyen fel hitelt, valósítsa meg a vasútat, üzemeltesse adott ideig, az üzemeltetés hasznából fizesse vissza a felvett hitelt, melynek kamatához az állam hozzájárul.  Ez nem volt átgondolt finanszírozási megoldás, ugyanis a beruházás nem biztosította a kamattámogatás forrását. A pályázatot az 1841-ben alapított angol Waring Brothers cég nyert el, aki a megbízást haladéktalanul és titokban az Angol-Osztrák Bankra ruházta át, amivel egy csapásra megszabadult a finanszírozás terhétől és a pénzügyi kockázatoktól. Az angol cég a bankkal kivitelezési szerződést kötött, amely jogilag és műszakilag már eltért az eredeti pályázati elvárásoktól. A vasútépítő cég mindeközben magyarul is beszélő munkatársat keresett, Tivadar jelentkezett, és felvételt nyert. Az angol cég 1870-ben a helyszínen is megkezdte a munkát, majd 1871.03.27-én azt félbehagyva, továbbá tetemes adósságot hátra hagyva, felelősségre vonási lehetőség nélkül távozott hazánkból. Tevékenységét Barzíliában és Indiában folytatta.
Tivadar a munka vezetője volt, de munkavégzés körülményeiből adódóan ezt titokban tartotta. Az összes szállodai bejelentőn tolmácsként szerepel, ott is, ahol nem volt szükség tolmácsra.
Tivadar az angolok kivonulása után itthon maradt, és elindult a választásokon, a Királyhágón túli választókerület, Gyulafehérvár bal oldali jelöltjeként. Nem nyert, ezért karrierjét Bécsben folytatta. 1873-ban éhínség, kolera és államcsőd sújtotta a Monarchiát, a lakosság 15%-a belehalt az eseményekbe.  Ekkor sokan Amerikába menekültek. 1874.12.06-án Tivadar még Bécsben, a III kerületben a Marokkanergasse Nr 22 alatt lakott, de hamarosan követte a többieket az Újvilágba, Amerikába.
Amerikába érkezésének időpontját még nem ismerjük. 1875-ben Colorado Territory területén földet szerzett, 1875.12.15-én honosították. Földje Park megye, Mosquito Mining District területén feküdt, ahol a Bécs Bányatársaság vadbányászatot folytatott az aranyban dús területen. Colorado Territory 1876.08.01-i csatlakozásával létrejött USA tagállam, Colorado State. Földhivatalától (General Land Office, Bureau of Land Management) bányakoncessziót kellett kérni annak, aki bányászkodni akart. Tivadar és társa első koncessziós kérvényének kelte 1876.08.07, a bánya neve Mother Loede, és a telér (Lode) hossza 1500 láb, úgy 450m. Jelenleg öt engedélyt ismerünk, az egyiken két telér szerepel.
Tivadar forgatta a pénzét, beruházási lehetőségeket keresett, Amerikában és Európában egyaránt. Az Edison Papers nevű archívumból tudjuk, hogy az US Rolling Stock Company adott neki referenciát az Edisonnal kötendő szerződésekhez.
Thomas Alva Edison 1876.03.26-28 között költözött a New Jersey államban lévő Menlo Parkba, ahol műhelyek építésébe kezdett. A szabadalmi díjak fizetése mellett ez anyagilag megterhelte. 1876.09.18-án Edison azt javasolta George Blissnek, a „Bliss és Charles Holland” féle szabadalom értékesítő társaságnak, hogy a telefon szabadalmakat adják el Európában. 1877.01.29-én a Western Union távíró társaság nyújtott Edisonnak pénzügyi támogatást, amely azonban kevésnek bizonyult. Ezt követően a szabadalomértékesítő társaság más pénzügyi konstrukcióban gondolkodott, amihez Puskás Tivadart javasolták, tekintettel arra, hogy korábbról már ismerték. Egy 1876.03.22-i keltű levélben Charles W. Batchelor, Edison közeli munkatársa, sokáig titkára, saját személyében is feltaláló társa, bizalmas megszólítást használt a Tivadarral folytatott levelezésben.
Tivadar 1877.12.13-án járt először Edisonnál a Menlo Parkban. 17-én aláír két megállapodást Edisonnal, ahol George Bliss is jelen volt, tanúként. Ebben Puskás Tivadar a későbbiekben kialakítandó beszélő telefon és a fonográf európai forgalmazásának jogát és a haszon 1/3-át a szabadalmi díjak fizetése fejében megkapta. A megállapodás a következő országokra terjedt ki: Oroszország, Spanyolország, Olaszország, Ausztria, Németország, Franciaország és Belgium. Tivadar megfizette a 12.160 dolláros összeg második részét L. W. Serrell szabadalmi ügyvédnek, kinek címe: 76 Chambers Street, New York. Tivadar január 22-én járt Edisonnál utoljára az Edison Papers szerint.
Ebben az intervallumban, tehát 1877.12.13 – 1878.01.22 között Tivadar az Edison Papers szerint részt vett a különféle fejlesztésű telefonok próbáin, amelyek gyenge hangminősége során utalt Tivadar a telefonközpontra, amely akkoriban közismert volt a befektetők előtt. Ugyanis 1877. május 17-én, 18-án és 19-én este tartott New York-i előadásain Bell vázolta és ékesszólóan támogatta a telefonközpont még fejlesztésre váró használatát. (Boston Electrical Handbook, 126.oldal).
Tivadar ezt követően Franciaországba utazott, 1878.03.11-én bemutatta a készülékeket a francia Akadémiának, 29-én pedig már a párizsi társadalmi elitnek. 1878.04.20-tól a párizsi világkiállításon is bemutatta a készüléket, végül 1878.07.07-én megszerezte a francia szabadalmat. 1879.06.26-án megkezdte működését az első francia telefonközpont Párizsban.
A telefon nagy üzlet volt, Bell és Edison érdekeltségein kívül mások is megjelentek, mint például Frederic Allan Gower amerikai vállalkozó, aki Párizs, Lyon, Marsailles, Bordeaux, Lille és Nantes városokra megszerezte a koncessziót, miközben a szabadalom Tivadar zsebében lapult. Végül konszenzus született, létrejött a The United Telephone Company 500.000 font értékben, amelyből 200.000 font a Bell Company, 115.000 font az Edison Company tulajdonrésze volt, a többi különféle pénzügyi befektetőké. Ezt 1880.12.10-től Société Generále de Téléphones néven jegyezték be. Ennek a cégnek lett Tivadar az egyik igazgatója.
Közben, 1878.10.15-én, New Yorkban, Tivadar barátja és üzlettársa, Edward W. Saportas, a "gyapotkirály", megalapította az Edison Electric Light Companyt. A cég elnöke Norvin Green, a Western Union elnöke lett. Az Angliai cég igazgatója Puskás Tivadar. 1882.02.18-án Tivadart beválasztják a Société Industrielle et Commercialle Edison igazgató tanácsába, a céget 1.500.000 frank tőkével bejegyezték. Megállapodnak a Compagnie Continentale társasággal. Tivadar a Kontinentális Edison Társaság (világítás) igazgatósági tagja lett.
Megemlítendő, a párizsi időszak két eseménye. A telefon fejlesztések készülék szintű eredménye a mikrofon és a hangszóró. Ezek, mint önálló készülékek nyilvánvalóan más felhasználást is nyerhettek. A párizsi világkiállításon Tivadar engedélyével és hathatós anyagi támogatásával bemutatásra került egy magyarul dalműtelefonnak nevezett eszköz, jóllehet semmi telefon nem volt a dalműtelefonban. Ez Clément Ader francia autodidakta ember 1881.06.21-én szabadalmaztatott találmánya volt, és a világ első sztereó, nagy hanghűségű, térhatású berendezését valósította meg. A bemutatón a francia Nagyopera előadását hallhatta a közönség az amerikai pavilon erre kijelölt fülhallgatóin keresztül, egyszerre 16-an. A dalműtelefon francia neve théatrophone. 1890-től megalakult Párizsban a Théatrophone Társaság, Angliában az Electrophone, amely a központot műszakilag más megoldással megvalósítva, de azonos céllal hasznosította a szórakoztató berendezést. Hazánkban ez a berendezés nem terjedt el, ámbár 1882.02.04-én Budapesten az Operaház és a Pesti Vigadó között volt egy ilyen „sztereó” közvetítés Tivadar öccse jóvoltából. Ez volt a világon a második felhasználói eset, a szabadalom ugyanis nyitott volt, csak a jó minőségű mikrofonokat és a fülhallgatókat kellett megvásárolni.
A másik – nem műszaki—esemény, hogy Tivadar meghívta Párizsba a prágai tiszti iskolát végzett huszárfőhadnagy öccsét, Ferenc Ignácot, ahol a telefonüzletbe kiképzést kapott a főhadnagy úr. Nem ok nélkül. A fivérek elhatározták, hogy Magyarországra is telepítenek telefon hálózatot. A Magyar Királyság ugyanis nem szerepelt a nyugati befektetők térképén, de még a hazai pénzvilág sem akart invesztálni a telefonba, így annak finanszírozását és a jogi hátterét Tivadar biztosította. Ferenc Ignác pedig megvalósította az első magyarországi telefonközpontot, amely Párizs, London, Zürich és Berlin után ötödikként lépett üzembe Európában. Ezzel Ferenc Ignác világvárosi rangra emelte Budapestet.
A telefonközpont feltalálásának kérdése. Tivadar halála után 15 évvel, azaz 1908-ban, ismeretlen módon előkerült, majd a Vasárnapi Újság 55. évfolyam 21.szám 422 oldalán közölt egy dedikált fotót, amelynek szövegezése azt állította, hogy Edison Puskás Tivadartól hallott először a telefonközpont ötletéről. Ez indította el hazánkban a vitát, mert sokan ezt a telefonközpont feltalálásaként értelmezték. A dedikált fotót a Postamúzeumban őrzik, kiállítási darab, eredetiségét sohasem vizsgálták, pedig jó eséllyel egyszerű hamisítvány. Ezen dokumentum alapján hazánkban sokan állították, hogy Tivadar találta fel a telefonközpontot, utoljára a filozófus végzettségű dr Vajda Pál az 1958-ban megjelent Nagy magyar feltalálók című könyvében. 1973-ra azonban – a társadalmi berendezkedés változását követve—megváltozott dr Vajda véleménye, így írt egy másik cikket, melyet az Országos Technikatörténet Szemle kiadványban és másutt is  publikált. A prekoncepció mentén megírt cikkben a szerző azt állította, hogy a telefonközpont elve megegyezik a távíróközpontéval, ezért nem is kellett azt feltalálni, ugyanis azt már Francois Marcelin Aristide Dumont francia mérnök 1850-ben feltalálta. Dumont a távíróközpontot találta fel, a szabadalmában bemutatott berendezés azonban a működésképtelensége miatt soha sehol sem került alkalmazásra. Ez szerepel a dr Vajda által meghivatkozott szakirodalomban. Dr Vajda ezt figyelmen kívül hagyta, mint ahogy azt is, hogy elvet nem lehet szabadalmaztatni.  Amikor a fenti szakirodalomból szembesült azzal, hogy mégiscsak alkalmaztak telefonközpontokat, úgy nyilatkozott, hogy az más rendszerű, de ennek mibenlétére nem tért ki. A technikatörténet kiválóságai nem korrigálták dr Vajda téveszméit, amivel napjainkig tartó módon megtévesztették a humán műveltségű hazai értelmiséget.
A telefonközpont – amely funkciójában a hívás észlelését, a hívott fél értesítését, a villamos összekapcsolásukat, valamint a beszélgetés végének a figyelését jelentette – a telefonkészülékek fejlődésével folyamatosan fejlődött. Több, többé-kevésbé megvalósított központot ismer a technikatörténet, amelyeket a különféle telefonokhoz használtak, végül 1880.01.16-án Leroy B. Firman beadta telefonközpont szabadalmi igényét, ezt 1885.10.13-én kapta meg. Száma 328305 (USA). A Bell féle egyvezetékes, de már nem folyadékérzékelős telefonokhoz készült, külön csengő-áramkörrel. Mire a szabadalmat megkapta Firman, már egészen más rendszerű telefonokat használtak az emberek.
A telefontechnia fejlődési folyamata alapján láthatjuk, hogy klasszikus értelemben vett feltalálásról nem beszélhetünk. A fentebbi telefonközpont funkciók összevetése a Dumont által szabadalmaztatott távíróközponttal, csak azt mutatja, hogy dr Vajda állítása műszakilag is alaptalan.
Tivadar nem találta fel a telefonközpontot, ezt magáról sohasem állította. Az Edison Papers dokumentumai alapján azonban tudjuk, hogy egy ilyen kérdést tett fel Edisonnak, ami egy befektetését féltő üzletember esetében teljesen normális, de nem találmány, és nem világelsőség bármiben is.
Tivadar öccse, Ferenc Ignác, betegsége miatt minden külföldi érdekeltségeit eladja, és 1883.09.29-én kijelentkezett Párizsból (Le Figaro), hazajött. 1884.03.23-án eltemette a 36 évet élt Ferenc Ignác nevű öccsét, és átvette a hazai telefon vállalatot.
Mivel a fejlesztést magántőkéből már sehol Európában nem tudták finanszírozni, Tivadar is megpróbálta eladni a céget az államnak, de az 1885.05.22-i miniszteri értekezleten Tisza Kálmán visszautasította az ár megjelölése nélküli vételi ajánlatot. Tivadar 1885.12.03-án tőkét vont be, társasággá alakította a céget, amit társaival csődbe vittek, végül 1887.09.25-én sikerül állami tulajdonba vétetni, amit azonnal bérbe adott az állam Tivadarnak. Mivel a fejlesztési költségeket a magyar állam így sem biztosította, a bérleti vállalatot is csődbe vitte Tivadar. Végül azt is megvette az állam 1890.05.30-án, és Tivadart megválasztották igazgatónak. Nem szabadult a telefontól.
Közben több vállalkozást indított, Zsibón sikertelen olajkutatást végzett, Ő alkalmazott mélyfúrást először hazánkban. Halála után a kutatási helyétől nem messze valóban találnak olajat. A Vaskapu szoros hajózhatóvá tétele érdekében pályázatot írt ki a Magyar Állam, amelynek hatására Tivadar 1890.12.15-én szabadalmi bejelentést tett víz alatti robbantás címmel. A munkát nem neki ítélik. Az USA-ban azonban hasznosítják a szabadalmát.
1892. 07.18-án Tivadar bejelentette új találmányát „Új eljárás telefonújság szervezetére és berendezésére" címmel az Osztrák-Magyar Monarchia szabadalmi hivatalában. Továbbá német, angol, amerikai, kanadai, mexikói, „ausztrál”, svéd szabadalmat is benyújtott. Mexikó és „Ausztrália” megadta, a többi országban kifogásokat emeltek. Sikerült fellelni török és norvég bejelentést is. A szabadalmi bejelentések némi módosítással ismétlésre kerültek, és akkor már több ország elfogadta.
A telefon-hírmondó a másik alkalmazás, amelyben nincs semmi telefon, vagy telefonközpont. Csupán a hangszórók, fülhallgatók, és a már széles körben alkalmazott illesztőtekercsek kerültek felhasználásra. Tivadar a telefonhírmondóval megvalósította a világ első tömegkommunikációs rendszerét. A már említett hasonló alkatrészbázisú sztereo alkalmazásnál sokkal szélesebb körben terjedt el, eleinte hazánkban, és a korabeli Magyar Állam összes mesterkedése ellenére az USA szinte minden tagállamában és Olaszországban is alkalmazták. A megépített első—magyar—berendezés 1893.02.16-án megkezdte az üzemét. Ez volt az addig ismert első, akkor még elektromos, hír- és műsorszolgáltató közeg a világon, az elektronikus világ, a rádió és internet őse. Ezt találta fel Puskás Tivadar, szabadalmaztatta is, és Budapesten működött a világon először, 1893-ban.
1893. 03.16-án, Hungária Szálló-beli lakásán Tivadar szívrohamban meghalt. Halálának hírét az általa megalapított Telefonhírmondó repítette világgá.

### Házassága és leszármazottjai
1882 márciusában Londonban feleségül vette az 1881 nyarán szendrői gróf Török Józseftől elvált Vetter von der Lilie Sophie (Vsetín, Cseh királyság, 1851. november 27.–Budapest, 1912. január 7.) grófnőt, akinek a szülei gróf Ferdinánd Vetter von der Lilie (1812–1882), a 3. ulánus ezred ezredese, 1873.12.25-től altábornagy, és Jozefine von Wachtler auf Wsetin (1827–1902) voltak.
Vetter von der Lilie Sophie grófnőnek az első férje szendrői gróf Török József (1847–1909), 1887-től Ung vármegye főispánja, Osztrák Császári Lipót-rend lovagja, valóságos belső titkos tanácsos, nagybirtokos volt. Török József gróf és Vetter von der Lilie Sophie grófnő 1870.08.28-án kötött házassága zátonyra futott, és a pár 1873-ban szétvált, azonban csak 1881-ben tudtak elválni, mivel a cél érdekében Sophie áttért a református vallásra. A párnak két gyermek született, Weinburgban 1873.01.12-én ifjabb József, és 1874.01.08-án Mürzthalban gróf Török Marianna. 1876. 07.19-től Puskás Tivadar és Vetter von der Lilie Sophie grófnő egy párt alkottak, a válásig két leánygyermekük született: Philadelphián, 1877. június 15-én egy újságírói tévedés alapján elterjedten gróf Török Marianna (aki, mint láttuk előbb a féltestvér nővére volt, a Philadelphiában született hölgy törvényes neve a fővárosi Királyi Bíróság határozata szerint Puskás Májuska. Sohasem keresztelték meg.), aki később II. Abbász egyiptomi alkirály muszlim hitre tért felesége lett, valamint Budapesten, a Vas utca 6 alatt 1881. január 5-én született leány, akit 1894-ben – a református édesanya távollétében – a szendrői gróf Török Mária Margit névre kereszteltek a Rózsahegyi (ma Ruzemberok, Szlovákia) zárdában, feltüntetve a keresztlevélen, hogy az apa Puskás Tivadar. A kislánynak egyébként a fővárosi Királyi Bíróság 1893-ban a „Puskás Margit” nevet adta.
Az 1882-től már törvényes házasságban élő Puskás Tivadar és Vetter von der Lilie Sophie grófnő 1884-ben Budapestre a Hatvany-Lónyai villába, költözött, ahol vélhetően 1886. november 9-én született a legfiatalabb leányuk, Puskás Theodóra. A legfiatalabb leányt szintén a Rózsahegyi zárdában, 1894.05.27-én keresztelték Mária Theodóra Zsófia keresztnevekre. Szintén az édesanya távollétében és tudta nélkül. Ő már a „törvényes” apja vezetéknevét kapta. Theodóra 7 éves volt amikor elhurcolták, 1905.02.23-án Budapesten református vallásra váltott, ekkor az 1887.12.07-i születési dátumot adta meg. A dátumok felváltva szerepelnek a különféle dokumentumokon.

Az 1893-ban elhunyt Puskás Tivadar özvegyét, Vetter von der Lilie Sophie grófnőt, a hagyatéki per első részének 1898-as zárását követően, feleségül vette áporkai Cserna Károly (1867–1944) festőművész és illusztrátor. 

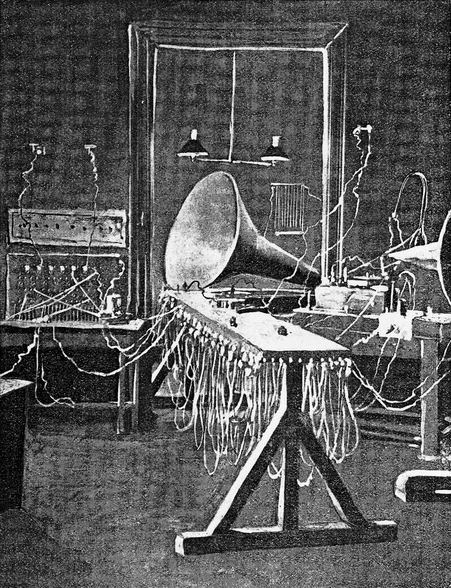
A Telefonhírmondó kísérleti terme

## Hagyatéka
A hagyatékot – a megépített telefonhírmondó rendszert, vállalatot és hazai szabadalmakat, valamint a külföldi szabadalmakat – államérdeknek minősítették, de a megvásárlás az illetékesekben nem merült fel. A hagyatéki eljárás három lépcsőben történt. Az özvegy megbízta Albertet, a legfiatalabb testvért, hogy üzemeltesse vagy adja el a hagyatékot. Megszületett a világ első médiatörvénye, ezért Albert az eladás mellett döntött. 1893-1895 években a követelési perek zajlottak, majd Albert eladta a hazai öröksélget. 1896-tól meg kellett ismételni a pert, mert az Árvaszék igényt tartott a gyermekek részére. Az eljárás végén az özvegyet kifizették. Az időközben 18-évét betöltött, USA-ban született Májuska amerikai útlevéllel igazolta, hogy felnőtt külföldi állampolgár, Őt is ki kellett fizetni. Ekkor a magyar médiában a közutálat céltáblájává vált (1898-ban Rákosi Jenő, 1913-ban, az Európába visszatérését követő 5. napon Szomory Emil írt politikai pamfletet róla), emiatt a királynő sohasem tért vissza Magyarországra. Grazban halt meg, ott is van eltemetve. A két kiskorú leány, az édesanyjuk szülői jogának és vallásának figyelmen kívül hagyásával zárdába került, örökségi részüket az Árvaszék (gyámhivatal) kezelte. A legfiatalabb leánynak, az Árvaszék 11 évi vagyonkezelését követően, egy hozományra való sem maradt, ezért 18 évesen, a zárdából történő szabadulását követően, haladéktalanul elhagyta az országot. Bécsben élt, majd először Németországban férjezett. Tudjuk, hogy az angolok által detronizált egyiptomi uralkodó ügyeiben megbízással eljárt, valamint szerkesztőtárs volt Májuska világhírű "Hárem" című könyvének írásában. 1938-ban hazajött, de 1946-ban, 60 évesen, ismét távozott, a második férje egy angol kém volt. Londonban haltak meg. Theodóra gyűlölte a magyar hatalmi apparátust és a magyar újságírókat, nekik soha egyetlen igaz mondatot nem mondott.
A középső leány 21 éves koráig élt a zárdában, majd férjhez ment egy May Lajos Gyula nevű katonatiszthez. Az Árvaszék 9 évi vagyonkezelése után a középső leányt valahogy mégis ki tudták fizetni. Ne feledjük el, Ő kapott egy ajándék grófnői címet is. Ő Magyarországon élt, a kommunista uralom alatt osztályellenség lett és mindenét, beleértve a nyugdíját is, elvették. 1956-ban (74 évesen) a gyermekeivel és unokáival Ausztriába távozott. Az államvédelmisek még azt is tudták, hogy a fia a gráci egyetemen honosíttatta a diplomáját. Emiatt került Tivadar a kádári történelemhamisításba, amelynek kandidátus szintű képviselői is voltak, még 2022-ben is.
Már mindenki megnyugodott, amikor a külföldi szabadalmak értékesítésével megbízott ügyvéd, jóllehet semmit sem sikerült csinálnia a Magyar Királyság felsőházának mesterkedései miatt, munkabérének igényével jelentkezett 1908-ban. A pert a család elvesztette, az ügyvédet Májuska fizette ki.

## Emlékezete

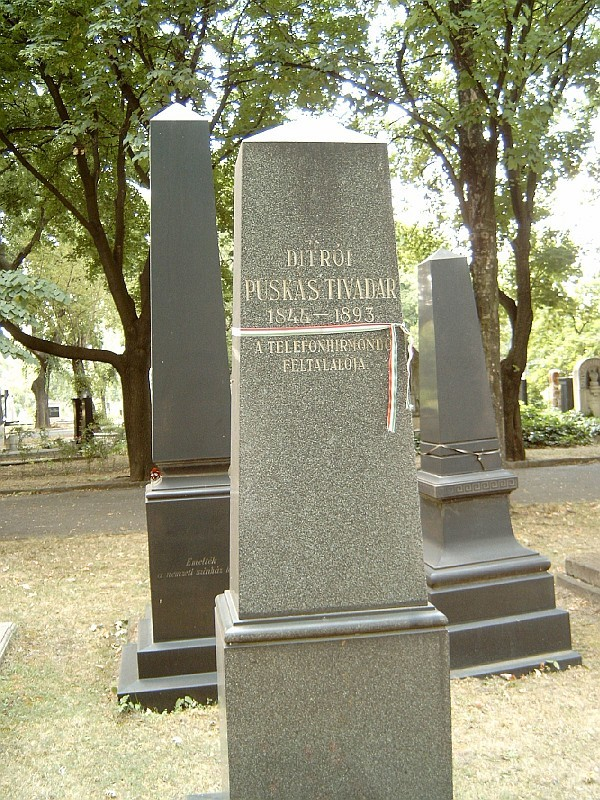
Puskás Tivadar sírja Budapesten. Fiumei úti sírkert: 34/1-2-2

- Nevét viseli a Puskás Tivadar Távközlési Technikum[3]
- 1954-ben születésének 110. évfordulójára a Magyar Posta bélyeget adott ki.
- Uraim, beszéljenek! címmel 1973-ban Gyárfás Endre forgatókönyvéből Markos Miklós rendezésében készült életéről tévéjáték, amelyben a feltalálót Bánffy György személyesítette meg.
- A vállalkozás költője címmel készült 19 perces dokumentumfilm életéről Préda Tibor rendezésében 1980-ban.
- Nevét viseli a ditrói Puskás Tivadar Iskolaközpont[4]
- Több szobor is állít emléket Puskás Tivadarnak szerte a világban. Az elsőt Berecz Frigyes, a BHG akkori vezérigazgatója állíttatta 1986-ban Genfben, az ITU székháza I. emeletén, a távközlés halhatatlanjainak panteonjában. Ennek egy másolata áll 1993 óta a Gyáli úton.
- 1990 óta nevét viseli a sepsiszentgyörgyi Puskás Tivadar Szakközépiskola.
- A Híradástechnikai Tudományos Egyesület 1957-ben megalapította a Puskás Tivadar-díjat, amelyet évenként osztanak ki.
- Emléktáblája a József Távbeszélő Üzem falán (VIII. József u. 13.) látható.
- Budapest XI. kerületében, Siófokon, Szekszárdon, Budaörsön, Sepsiszentgyörgyön, Ditróban, Nagykőrösön és Szigetszentmiklóson utcát neveztek el róla.
- Nevét viseli a Puskás Tivadar Rádióamatőr Klub, amely a Puskás Tivadar Távközlési Technikum területén működik.
- A Magyar Telekom I. Krisztina körút 55. szám alatti székháza előtt 2006 áprilisában avatták Trischler Ferenc Puskás-szobrát.[5]
- 2008.02.15-én a Magyar Nemzeti Bank "Telefonhírmondó" elnevezéssel 1000Ft névértékű, kupronikkel emlékpénzt bocsátott ki
- Nevét viseli a Nemzeti Közszolgálati Egyetem egyik patinás szakkollégiuma, a Puskás Tivadar Műszaki Szakkollégium

## Érdekességek
Az Operaház és a Pesti Vigadó között volt hazánkban az első „sztereó” közvetítés, két mikrofon állt az Operában a színpad két oldalánál, két-két hallgató (három pár) pedig a Vigadóban.[forrás?]
A legenda szerint Edison megerősítette, hogy a telefon tesztelésénél Puskás Tivadar használta elsőként a („hallom” szóból származó) halló szót, amely a telefonálásnál azóta az egész világon elterjedt. Egyes állítások szerint Edison és Puskás is többször írásban is megerősítette, hogy a telefonálásnál használt „halló” szó nem azonos a német „hallo", illetve az angol „hello” üdvözlő szóval.[forrás?]